# Whartonius curculiophagus
Whartonius curculiophagus är en stekelart som beskrevs av Marsh 1993. Whartonius curculiophagus ingår i släktet Whartonius och familjen bracksteklar. Inga underarter finns listade i Catalogue of Life.